# Кеней (созвездие)

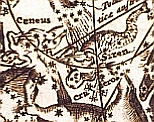

Кеней (лат. Ceneus) — не признанное научным сообществом, историческое созвездие. Единственное изображение этого созвездия обнаружено при изучении коллекции карт и атласов библиотеки Лейденского университета в 2009 году. Созвездие изображено на планисфере, наклеенной на картон и, предположительно, извлечённой из книги начала XVII века.
Созвездие названо в честь лапифа Кенея.
Кеней расположен в южной небесной полусфере, на месте современного созвездия Южный Треугольник.